# Nivard Schlögl
Nivard Schlögl OCist (* 4. Juni 1864 in Gaaden bei Mödling; † 25. Juni 1939 in Wien) war ein österreichischer Zisterzienser, Priester und Bibelwissenschaftler.

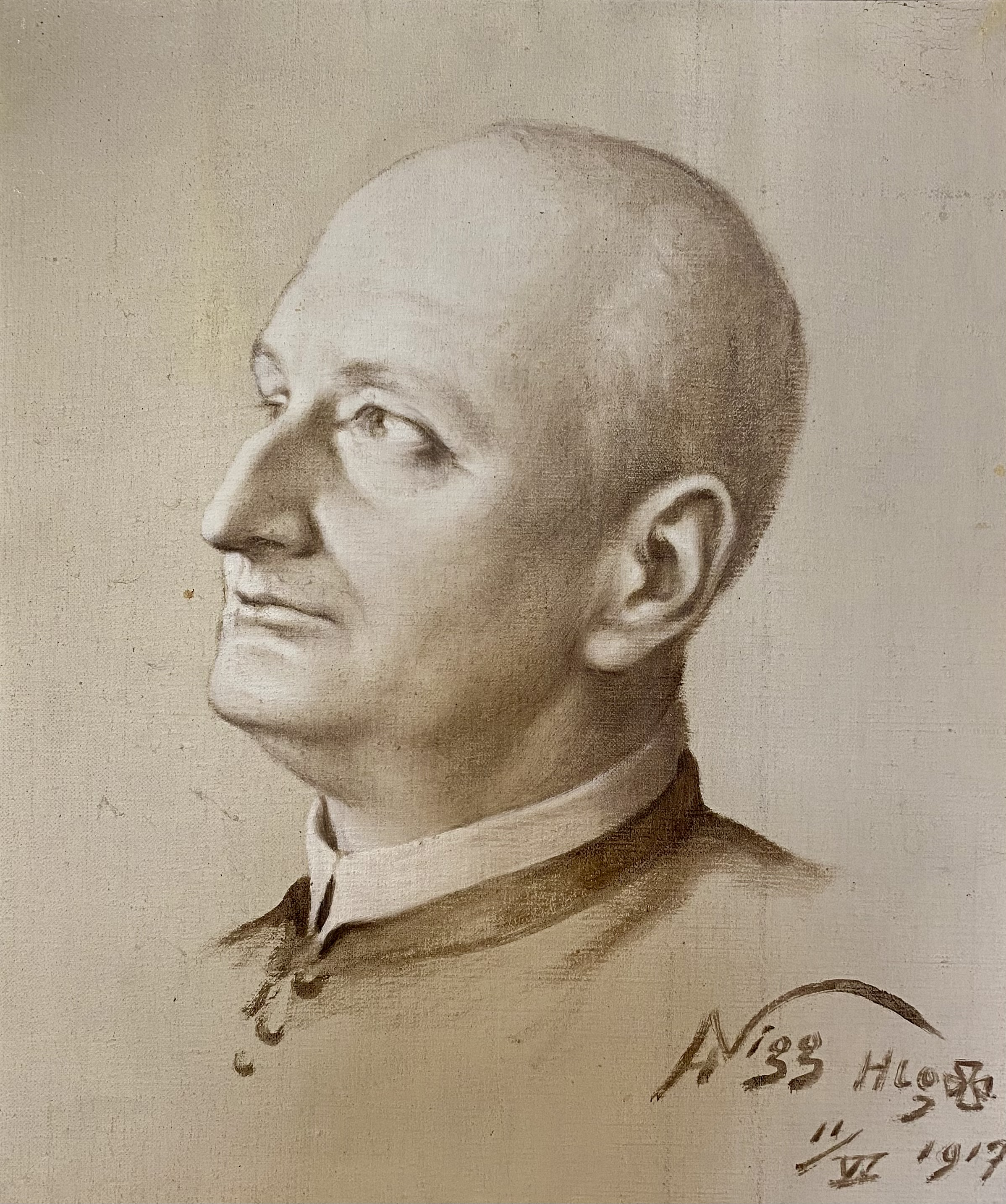
Porträt Nivard Schlögl von Hermann Nigg (1917)

## Leben
Schlögl trat 1884 dem Zisterzienserstift Heiligenkreuz bei und erhielt den Ordensnamen Nivard. Er wurde 1889 zum Priester geweiht und 1890 zum Novizenmeister bestellt. 1894 wurde er an der Universität Wien zum Dr. theol. promoviert und dozierte zunächst von 1896 bis 1908 als Professor für Altes Testament am Institutum Theologicum in Heiligenkreuz. 1907 erfolgte die Berufung an die Katholisch-Theologische Fakultät der Universität Wien, wo er bis 1936 als Professor für Altes Testament wirkte. Schlögls Lebenswerk ging von der umstrittenen Konjekturalkritik und der biblischen Metrik aus, d. h., er war davon überzeugt, dass die Bibel in rhythmischen Einheiten verfasst wurde und dass moderne Übersetzungen der Heiligen Schrift dies auch berücksichtigen müssten.
Seine in diesem Sinne verfassten Bibelübersetzungen wurden von dem angesehenen Literaturkritiker und Kulturphilosophen Richard von Kralik als „Vertiefung des Verständnisses des Originals“ und eine „Bereicherung unserer nationalen Literatur“ gewürdigt. Vom Vatikan wurde Schlögls Bibel allerdings am 16. Jänner 1922 auf das Verzeichnis verbotener Bücher gestellt. Schlögls Forschungskarriere fand somit ein Ende, obwohl er an der Universität im Unterricht biblischer Sprachen noch tätig war und auch als Doktorvater wirkte (oft gemeinsam mit seinem Freund und Kollegen Theodor Innitzer). Er starb 1939. Sein Buchnachlass wird in der Heiligenkreuzer Stiftsbibliothek verwaltet.
Schlögl war ab 1901 Mitglied der katholischen Studentenverbindung KaV Norica Wien und 1909 Gründungsmitglied der katholischen Studentenverbindung KÖHV Franco-Bavaria Wien (seit 1933 im Österreichischen Cartellverband (ÖCV)) und an der Gründung vieler katholischer Studentenverbindungen maßgeblich beteiligt, betrat jedoch nie das Terrain der Parteipolitik.
Schlögl war ein Verfechter des rassischen Antisemitismus: Gemeinsam mit Engelbert Dollfuß, dem späteren Bundeskanzler und Begründer des austrofaschistischen Ständestaats brachte er 1920 auf der Generalversammlung des Cartellverbandes erfolglos den Antrag ein, dass Mitglieder der Verbindungen bis zur Generation der Großeltern keine direkten jüdischen Verwandten haben dürfen, Juden also mittels eines Arierparagraphen die Mitgliedschaft zu verwehren sei.
Schlögl war der Novizenmeister von Jörg Lanz von Liebenfels.

## Veröffentlichungen (Auswahl)
- Der babylonische Talmud. Burgverlag (Richter & Zöllner), Wien 1921; weitere Auflage ebenda 1926.